# كويوتاس
 كُيُوتَة أو (نقحرة: كويوتاس)  (بالإسبانية: Coyotas) وهو بسكويت مشابه للإمبنادة، كبير الحجم ومسطح ويُحشى تقليدياً بالسكر البني. يأتي بسكويت الكُيُوتَة بنكهات مختلفة بما فيها الجوافة، والكراميل، والشوكولاتة، والفراولة، وحلوى الحليب (jamoncillo)، والخوخ، والأناناس.

## الأصل
جاء الإسبان بالقمح والسكر وحليب الماعز إلى المكسيك قبل حوالي 500 عام. نشأ البسكويت أساساُ في منطقة فيلا دي سيريس في مدينة ارموسييو في ولاية سونورا المكسيكة عام 1954. يمكن الآن العثور عليه في جميع أنحاء العالم. وفي الولايات المتحدة يمكن العثور عليه في معظم محلات السوبرماركت المكسيكية.
معنى اسم «كُيُوتَة» (coyota) هو (mestiza) (من التراث الإسباني وتراث الشعوب الأصلية) ويعني بشرة داكنة ومليئة بالنعمة.

## طريقة التحضير
يُخلط أولاً الطحين متعدد الاستعمالات والملح والسمن معاً، ثم يُضاف الماء تدريجياً للوصول إلى قوام العجينة المطلوب. بعدها تُشكل العجينة بشكل كرات صغيرة ومن ثم تُحشى بحسب تفضيل المستخدمين، وهي عادةً ما تُحشى بالبيلونسيلو (البانيلا) (وهو عبارة عن عصير قصب سكر متصلب، يُعد عن طريق غلي وتبخير عصير قصب السكر ثم صبه في قوالب). ثم تُخبز في فرن على درجة حرارة 190 مئوية لمدة 15 تقريباً.
عادةً ما يؤكل بسكويت الكُيُوتَة مصحوباً بالحليب أو القهوة أو الشوكولاتة الساخنة أو الشاي. في بعض الأحيان توضع على وجهه القشدة المخفوقة.